# Breutelia pilifera
Breutelia pilifera là một loài rêu trong họ Bartramiaceae. Loài này được B. H. Allen & D.G. Griffin mô tả khoa học đầu tiên năm 1999.